# Johan Casimir van Erbach
Johan Casimir van Erbach (10 augustus 1584 – Schweidnitz, 14 januari 1627) was graaf van Erbach. Hij was de tweede zoon van graaf George III van Erbach en diens tweede vrouw Anna van Solms-Laubach.
Na de dood van hun vader in 1605 deelden Johan Casimir en zijn broers het graafschap, waarbij hij Breuberg, Wildenstein en Kleinheubach verkreeg. Na de dood van zijn oudste broer Frederik Magnus in 1618 verdeelden de overige broers zijn bezittingen, waarbij Johan Casimir Fürstenau kreeg.
Hij stierf in 1627 ongehuwd en kinderloos, waarna Lodewijk I Wildenstein en Kleinheubach erfde en George Albert Fürstenau.